# بروس ريتشاردسون
بروس ريتشاردسون هو لاعب هوكي الجليد كندي، ولد في 8 يونيو 1977 في لا شين في كندا.

## وصلات خارجية
- بروس ريتشاردسون على موقع EliteProspects.com (الإنجليزية)
- بروس ريتشاردسون على موقع Eurohockey.com (الإنجليزية)
- بروس ريتشاردسون على موقع HockeyDB.com (الإنجليزية)